# 1923 dans le catholicisme
Chronologie du catholicisme
- 1919
- 1920
- 1921
- 1922
- 1923
- 1924
- 1925
- 1926
- 1927

Cet article présente les faits marquants de l'année 1923 dans le catholicisme.

## Évènements
- 29 avril : Béatification de Thérèse de Lisieux.
- 23 mai : Création de 2 cardinaux par Pie XI.
- 30 décembre : Création de 2 cardinaux par Pie XI.

## Naissances
- 20 janvier : José Sebastián Laboa Gallego (en), prélat espagnol, diplomate du Saint-Siège et archevêque titulaire de Zaraï († 24 octobre 2002)
- 28 janvier : Bienheureux Cosma Spessotto, prêtre, missionnaire au Salvador et martyr italien († 14 juin 1980)
- 31 janvier : 
  - Jorge María Mejía, cardinal argentin de la Curie, précédemment archevêque titulaire d'Apollonie (de) († 9 décembre 2014)
  - Maurice Michael Otunga, premier prêtre, évêque et cardinal kényan, archevêque de Nairobi († 6 septembre 2003)
- 17 février : René-Alexandre Dupanloup, prélat français, évêque de Belley-Ars († 17 octobre 1994)
- 21 février : Bernard Boudouresques, prêtre et militant pacifiste français († 25 août 2013)
- 24 février : Klaus Mayer, prêtre allemand engagé dans le dialogue judéo-chrétien († 16 décembre 2022)
- 7 mars : Thomas Keating, moine trappiste américain († 25 octobre 2018)
- 9 mars : Basil Hume, cardinal britannique, archevêque de Westminster († 17 juin 1999)
- 11 mars : Pierre Colin, prêtre et philosophe français († 17 décembre 2009)
- 22 mars : José Comblin, prêtre belge, missionnaire au Brésil († 27 mars 2011)
- 2 avril : Jean Cuminal, prélat français, évêque de Blois († 18 avril 1996)
- 5 avril : Marie-Jeanne Bérère, militante féministe catholique française († 26 août 2000)
- 9 avril : Albert Decourtray, cardinal français, archevêque de Lyon († 16 septembre 1994)
- 18 avril : Joseph Mees, prélat belge, diplomate du Saint-Siège et archevêque titulaire d'Ypres (de) (° 9 décembre 2001)
- 20 avril : Eugène Lecrosnier, prélat français, premier évêque de Belfort-Montbéliard († 15 octobre 2013)
- 30 avril : Robert Davezies, prêtre, écrivain et militant français proche du communisme et du syndicalisme († 23 décembre 2007)
- 1er mai : Antonio Maria Mucciolo, prélat brésilien, archevêque de Botucatu († 29 septembre 2012)
- 5 mai : Manuel Laínz, prêtre jésuite, entomologiste, ptéridologue et botaniste espagnol († 20 juillet 2024)
- 11 mai : Corrado Balducci, prêtre du Saint-Siège et théologien italien († 20 septembre 2008)
- 13 mai : Jean Prieur, prêtre et historien français († 26 septembre 2023)
- 18 mai : Dennis Vincent Durning, prélat et missionnaire américain, premier évêque d'Arusha († 21 février 2002)
- 27 mai : 
  - Bienheureux Lojze Grozde, poète et martyr slovène du communisme († 1er janvier 1943)
  - Lorenzo Milani, prêtre et éducateur italien († 26 juin 1967)
- 17 juin : Anthony Joseph Bevilacqua, cardinal américain, archevêque de Philadelphie († 31 janvier 2012)
- 20 juin : Gregory Baum, ancien prêtre et théologien canadien († 18 octobre 2017)
- 5 juillet : Gustaaf Joos, cardinal et enseignant belge, précédemment évêque titulaire d'Ypres († 2 novembre 2004)
- 17 juillet : Léon Taverdet, prélat français, évêque de Langres († 8 août 2013)
- 18 juillet : Bienheureux Enrique Angelelli, prélat et martyr argentin, évêque de La Rioja, opposant à la dictature († 5 août 1976)
- 24 juillet : Albert Vanhoye, cardinal jésuite et théologien français († 29 juillet 2021)
- 25 juillet : Bienheureux Giuseppe Ambrosoli, prêtre, missionnaire en Ouganda et médecin italien († 27 mars 1897)
- 1er août : Vincent Cosmao, prêtre dominicain et théologien français († 9 mars 2006)
- 2 août : Joseph-Roger de Benoist, prêtre, missionnaire, journaliste et historien français († 14 février 2017)
- 8 août : Antonio Quarracino, cardinal argentin, archevêque de Buenos Aires († 28 février 1998)
- 1er septembre : Lucien-Emile Bardonne, prélat français, évêque de Châlons-en-Champagne († 3 décembre 2005)
- 9 septembre : Louis Pérouas, prêtre et historien français († 29 janvier 2011)
- 7 octobre : Michel Kuehn, prélat français, évêque de Chartres († 18 septembre 2012)
- 8 octobre : Bienheureux Louis Leroy, prêtre, missionnaire au Laos et martyr français († 18 avril 1961)
- 9 octobre : Eugene Hebert, prêtre jésuite américain, missionnaire au Sri Lanka († août 1990)
- 17 octobre : Henryk Roman Gulbinowicz, cardinal polonais, archevêque de Wrocław († 26 novembre 2020)
- 25 octobre : Achille Silvestrini, cardinal italien de la Curie, précédemment archevêque titulaire de Novaliciana (de) († 29 août 2019)
- 28 octobre : Roger Le Déaut, prêtre, bibliste et enseignant français († 12 juillet 2000)
- 31 octobre : 
  - Louis Cornet, prélat français, évêque de Meaux († 11 septembre 2006)
  - Mieczysław Maliński, prêtre, théologien et écrivain polonais († 15 janvier 2017)
- 3 novembre : Tomás Ó Fiaich, cardinal irlandais, archevêque d'Armagh († 8 mai 1990)
- 9 novembre : Pasquale Macchi, archevêque italien, prélat de Lorette († 5 avril 2006)
- 18 novembre : Jean Sahuquet, prélat français, évêque de Tarbes et Lourdes († 7 décembre 2006)
- 21 novembre : Romeo Panciroli (en), prélat italien, diplomate du Saint-Siège et archevêque titulaire de Noba (de) († 17 mars 2006)
- 3 décembre : Paul Shan Kuo-hsi, cardinal jésuite chinois, réfugié à Taïwan, évêque de Kaohsiung († 22 août 2012)
- 8 décembre : Pio Taofinu'u, prélat mariste samoan, premier cardinal du Pacifique, archevêque de Samoa-Apia († 19 janvier 2006)
- 9 décembre : Jean Orchampt, prélat français, évêque d'Angers († 21 août 2021)
- 13 décembre : Edward Bede Clancy, cardinal australien, archevêque de Sydney († 3 août 2014)
- 19 décembre : Maurice Bellet, prêtre, psychanalyste, théologien et philosophe français († 5 avril 2018)

## Décès
- 3 janvier : Jules Tiberghien, prélat français de la Curie (° 8 décembre 1867)
- 4 janvier : Jaume Cardona Tur, prélat espagnol, ordinaire militaire (° 26 février 1838)
- 9 janvier : 
  - Joseph Antoine Fabre, prélat français, évêque de Marseille (° 19 mars 1844)
  - Jules-Laurent-Benjamin Morelle, prélat français, évêque de Saint-Brieuc et Tréguier (° 16 mai 1849)
- 10 janvier : Aristide-Désiré Millard, prêtre et historien français (° 15 juillet 1850)
- 30 janvier : Bienheureux Columba Marmion, moine bénédictin et abbé irlandais (° 1er avril 1858)
- 1er février : Bienheureux Louis Variara, prêtre salésien et fondateur italien (° 15 janvier 1875)
- 3 février : Joseph Santol, prêtre français, personnalité controversée du catholicisme social (° 10 mai 1853)
- 4 février : Giuseppe Antonio Ermenegildo Prisco, cardinal italien, archevêque de Naples (° 8 décembre 1833)
- 11 février : Adrian Fortescue, prêtre et artiste britannique (° 14 janvier 1874)
- 14 février : Bartolomeo Bacilieri, cardinal italien, évêque de Vérone (° 28 mars 1842)
- 17 février : 
  - Louis Chauffier, prêtre et historien français (° 21 septembre 1843)
  - Pierre-Marie-François Lalouyer, prélat et missionnaire français, vicaire apostolique de Mandchourie septentrionale et évêque titulaire de Raphanée (de) (° 12 mars 1850)
- 7 mars : Jean-Auguste Eyssautier, prélat français, évêque de La Rochelle et Saintes (° 30 novembre 1844)
- 28 avril : Bienheureuse Savina Petrilli, religieuse italienne, fondatrice des Sœurs des pauvres de Sainte Catherine de Sienne (° 29 août 1851)
- 6 mai : Germain Horellou, prêtre français, poète en langue bretonne (° 5 février 1864)
- 21 mai : Joseph-Michel-Frédéric Bonnet, prélat français, évêque de Viviers (° 29 septembre 1835)
- 4 juin : 
  - Saint Philippe Smaldone, prêtre italien, fondateur des Salésiennes des Sacrés-Cœurs, connu pour son apostolat auprès des sourds-muets (° 27 juillet 1848)
  - Juan Soldevilla y Romero, cardinal espagnol, archevêque de Saragosse (° 29 octobre 1843)
- 26 juillet : Arthur Guindon, prêtre et artiste canadien (° 12 janvier 1864)
- 27 juillet : Niccolò Marini, cardinal italien de la Curie (° 20 août 1843)
- 31 juillet : Marie-Félix Choulet, prélat et missionnaire français, vicaire apostolique de Mandchourie méridionale et évêque titulaire de Zela (de) (° 4 décembre 1854)
- 10 août : Agostino Richelmy, cardinal italien, archevêque de Turin (° 29 novembre 1850)
- 16 août : Eugène Keesen, prêtre et homme politique belge (° 3 avril 1841)
- 23 août : Giovanni Minzoni, prêtre antifasciste italien, assassiné par des fascistes (° 1er juillet 1885)
- 11 septembre : Joseph Van Reeth, prélat jésuite et missionnaire belge, évêque de Galle (° 6 août 1843)
- 26 septembre : Bienheureux Louis Tezza, prêtre italien, cofondateur des Filles de Saint Camille (° 1er novembre 1841)
- 13 octobre : Arthur-Louis Letacq, prêtre et naturaliste français (° 20 octobre 1855)
- 27 octobre : Ulysse Chevalier, prêtre, bibliographe et historien français (° 24 février 1841)
- Date précise inconnue : Joseph-Marie Le Mené, prêtre et historien français (° 21 mars 1831)